# Steven Pinker
Steven Arthur Pinker, né le 18 septembre 1954 à Montréal (Canada), est un psycholinguiste et psychologue cognitiviste canado-américain auteur d'ouvrages de vulgarisation à succès. Il est particulièrement connu pour être un ardent défenseur de la controversée psychologie évolutionniste et de la théorie computationnelle de l'esprit.

## Biographie
Steven Arthur Pinker est né dans une famille anglophone juive de Montréal. Ses parents sont Harry Pinker, avocat, et Roslyn Pinker. Ses grands-parents ont immigré de Pologne et de Bessarabie en 1926.
Après des études au Canada, Steven Pinker a effectué un doctorat en psychologie expérimentale à Harvard. Il fut professeur au département de sciences cognitives au Massachusetts Institute of Technology pendant vingt-et-un ans, avant son retour à Harvard en 2003.
Steven Pinker épouse Nancy Etcoff en 1980, dont il divorce en 1992. Il épouse ensuite Ilavenil Subbiah en 1995, avant de divorcer en 2006. Il vit actuellement à Boston avec sa troisième femme, la philosophe Rebecca Goldstein, épousée en 2007. Ses belles-filles Yael Goldstein Love et Danielle Blau, sa sœur Susan Pinker et son neveu Eric Boodman sont également écrivains.
Il se déclare athée et a participé à plusieurs événements organisés par la fondation Richard Dawkins.
Après sa participation au podcast "Aporia" de la Human Diversity Foundation   il a été accusé de contribuer activement à réhabiliter et normaliser le racisme pseudoscientifique.

## Thèses
Steven Pinker est connu pour son plaidoyer en faveur de la psychologie évolutionniste, considérée par certains comme une pseudoscience, et de la théorie computationnelle de l'esprit. Dans ses livres à succès, il a fait valoir que le langage correspond à un « instinct », autrement dit à une faculté innée dont l'adaptation biologique a été façonnée par la sélection naturelle. Il est aussi connu pour son travail sur le processus d'apprentissage du langage chez les enfants qui l'a conduit à donner une base biologique au concept de grammaire générative universelle du linguiste Noam Chomsky et est surtout célèbre pour ses ouvrages de vulgarisation, qui s'adressent à la fois aux scientifiques et au grand public.
Son livre Comprendre la nature humaine, dans lequel il traite « du déni moderne de la nature humaine », a été finaliste pour le prix Pulitzer. La Part d'ange en nous a également connu un grand succès en Amérique.
En 2004, il a été désigné comme l'une des cent personnes les plus influentes par le magazine Time.
En 2005, il défend Lawrence Summers, le président de l'université Harvard, qui déclare que le faible nombre de femmes dans les sciences s'explique par leur incapacité innée à réussir dans ces disciplines. Pour Pinker, la sous-représentation des femmes « s'explique par une combinaison de différences biologiques, de talents et de tempéraments moyens, qui interagit avec la socialisation et le biais de genre, ». Ses explications alimentent les critiques sur les postulats de la psychologie évolutionniste accusée de défendre des stéréotypes rétrogrades sur le genre et de donner une forme pseudoscientifique au sexisme,.
À la suite de l'affaire George Floyd, il a déploré le climat d’intimidation autour de la liberté d'expression et a déclaré que « le statut de victime sert de prétexte à la prise de pouvoir ».

## Publications

### Ouvrages en anglais
- Language Learnability and Language Development (1984)
- Visual Cognition (1985)
- Connections and Symbols (1988)
- Learnability and Cognition: The Acquisition of Argument Structure (1989)
- Lexical and Conceptual Semantics (1992)
- The Language Instinct : How the Mind Creates Language (1994)
- How the Mind Works (en) (1996)
- Words and Rules (en): The Ingredients of Language (1999)
- The Blank Slate (en): The Modern Denial of Human Nature (2002)  (ISBN 978-0-670-03151-1)
- The Stuff of Thought (en): Language as a Window into Human Nature (2007)
- The Better Angels of Our Nature : Why Violence Has Declined (2011)
- Language, Cognition, and Human Nature: Selected Articles (2013)  (ISBN 978-0-19-932874-1)
- The Sense of Style (en): The Thinking Person's Guide to Writing in the 21st Century (2014)  (ISBN 978-0-670-02585-5)
- Enlightenment Now : The Case for Reason, Science, Humanism, and Progress (2018)
- Rationality (en): What It Is, Why It Seems Scarce, Why It Matters (2021)  (ISBN 978-0-525-56199-6)

### Traductions françaises
- L'Instinct du langage [« The Language Instinct:How the Mind Creates Language »], Éditions Odile Jacob, 1999, 493 p. (ISBN 978-2-7381-0666-7).
- Comment fonctionne l'esprit [« How the Mind Works »], Éditions Odile Jacob, 2000, 685 p. (ISBN 978-2-7381-0786-2, lire en ligne).
- Comprendre la nature humaine [« The Blank Slate: The Modern Denial of Human Nature »], Éditions Odile Jacob, 2005, 600 p. (ISBN 978-2-7381-1588-1, lire en ligne).
- La Part d'ange en nous - Histoire de la violence et de son déclin [« The Better Angels of Our Nature: Why Violence Has Declined »] (trad. de l'anglais), Paris, Les Arènes, 2017, 1050 p. (ISBN 978-2-35204-677-6).
- Le Triomphe des Lumières : pourquoi il faut défendre la raison, la science et l'humanisme [« Enlightenment Now: The Case for Reason, Science, Humanism, and Progress »] (trad. de l'anglais), Paris, Les Arènes, 2018, 637 p. (ISBN 978-2-35204-981-4).
- Rationalité : ce qu'est la pensée rationnelle et pourquoi nous en avons plus que jamais besoin [« Rationality : what it is, why it seems scarce, why it matters »] (trad. Peggy Sastre), Paris, Les Arènes, novembre 2021, 448 p. (ISBN 979-1037505316, présentation en ligne).